# Arctornis flora
Arctornis flora är en fjärilsart som beskrevs av Swinhoe 1903. Arctornis flora ingår i släktet Arctornis och familjen tofsspinnare. Inga underarter finns listade i Catalogue of Life.